# Katharine Kerr
Katharine Kerr, ursprungligen Nancy Brathin, född 1944 i Cleveland, Ohio, är en science fiction- och fantasyförfattare. 
Hon tillhör de främsta fantasyförfattarna i världen 
och är mest känd för sin bokserie om landet Deverry. I denna serie, som sträcker sig över 500 år, spelar magi, reinkarnation och kärlek stor roll. 
Kerr har även skrivit några science fiction-romaner.

## Biografi
Katharine Kerr
 
växte upp med sin mor och sina morföräldrar under knappa förhållanden, då hennes far stupat under Ardenneroffensiven i andra världskrigets slutskede.
Hon fängslades tidigt av bokens förtrollade värld och särskilt av Arturlegenden och keltisk mytologi. På Stanforduniversitetet studerade hon walesiska, medeltidshistoria, klassisk arkeologi och latin,
innan hon hoppade av studierna för att under 1960-talet engagera sig i medborgarrättsrörelsen och aktivt delta i San Franciscos ungdomsrevolt. 
Kerr försörjde sig på lågavlönade tillfälliga arbeten, bland annat arbetade hon en period på ett postkontor. 
Hon fick sitt efternamn då hon 1973 gifte sig för andra gången, den här gången med den tidigare skolkamraten Howard Kerr.
Under 1980-talet skrev hon äventyr till TSRs och Chaosiums fantasyrollspel samt bidrag till fantasyspeltidningar.
Vid 42 års ålder debuterade hon som romanförfattare efter att ha blivit refuserad av två förlag, 
och sedan dess lever hon helt av sitt författarskap.

## Författarskap
Litterärt ligger Kerr nära författare som Katherine Kurtz, J.R.R. Tolkien, Henry Rider Haggard och Edwin Lester Arnold. De två förstnämnda fungerar som inspiration till hennes uppbyggnad av fantasivärlden Deverry, de två sistnämnda till det romantiska reinkarnationstemat i serien.
Katharine Kerr har skrivit sex sciencefictionromaner.
Polar City Blues utspelar sig på en främmande planet och handlingen kretsar kring ett kriminaldrama medan episodromanen Freezeframes är inspirerad av berättelserna om Faust.
Snare utspelar sig även den på en annan planet och handlar om kulturkrocken mellan ett muslimskt patriarkat och ett magigenomsyrat matriarkat.
Förutom Deverryserien och science fictionromaner har Kerr skrivit essäer, artiklar och kortare skönlitterära stycken samt redigerat antologier.

### Bokserien om det magiska landet Deverry
Serien är uppdelad i fyra akter, där del 1-4 utgör akt 1, 5-8 utgör akt 2, 9-11 utgör akt 3 och 12-15 utgör akt 4.
I Sverige gav Bonnier Fantasy ut de första 11 delarna i serien om landet Deverry, varav de åtta första i översättning av Johan Frick och de tre därpå följande av Molle Kanmert. Den tolfte titeln gavs ut av Bonniers i översättning av Kjell Waltman.
1. Daggerspell (1986) – Silverdolken (1995)
2. Darkspell (1987) – Safirringen (1995)
3. The Bristling Wood (1989) – Dawnspell: The Bristling Wood (titel i Storbritannien) – Draktronen (1996)
4. The Dragon Revenant (1990) – Dragonspell: The Southern Sea (titel i Storbritannien) – Häxvargen (1996)
5. A Time of Exile (1991) – Alvblodet (1997)
6. A Time of Omens (1992) – Järtecken (1997)
7. Days of Blood and Fire (1993) – A Time of War (titel i Storbritannien) – Hökvingar (1998)
8. Days of Air and Darkness (1994) – A Time of Justice (titel i Storbritannien) – Korptider (1998)
9. The Red Wyvern (1997) – Storkonungen (1998)
10. The Black Raven (1999) – Blodsfränder (1999)
11. The Fire Dragon (2001) – Elddraken (2001)
12. The Gold Falcon (2006) Akt 4 i USA; gavs ut i Storbritannien som fjärde boken i akt tre. –- Guldfalken (2006)
13. The Spirit Stone (2007) Akt 4 i USA; gavs ut i Storbritannien som femte boken i akt tre.
14. The Shadow Isle (2008) Akt 4 i USA; gavs ut i Storbritannien som sjätte boken i akt tre.
15. The Silver Mage (2009) Akt 4 i USA; gavs ut i Storbritannien som sjunde boken i akt tre.
16. Sword of Fire (2020)

### Science fiction-romaner
- Polar City Blues (1990)
- Resurrection (1992)
- Freezeframes (1995) (inklusive kortromanen Resurrection[7])
- Palace (1996) (tillsammans med Mark Kreighbaum)
- Polar City Nightmare (2001) (tillsammans med Kate Daniel)
- Snare (2003)

### Nola O'Grady-serien
1. License to Ensorcell (2011)
2. Water to Burn (augusti 2011)[11]
3. Apocalypse to Go (februari 2012)[12]
4. Love on the Run (2012)

### Andra romaner
- Sorcerer's Luck (2013)
- Sorcerer's Feud (2014)